# الأدب الحديث في اللغة الأيرلندية
رغم استخدام اللغة الأيرلندية كلغة أدبية لأكثر من 1500 عام (إنظر أدب أيرلندا)، وأن تاريخ الأدب الحديث في اللغة الأيرلندية يعود – كما في معظم اللغات الأوروبية – إلى القرن السادس عشر، لكن الأدب الأيرلندي الحديث يدين بمعظم شعبيته إلى حركة النهضة الغيلية الثقافية في القرن التاسع عشر. أنتج الكتّاب منذ ذلك الوقت بعضًا من أكثر الأدب الأيرلندي المنشأ إثارة للاهتمام، تكمله الأعمال التي أُنتجت باللغة الأيرلندية خارج البلاد.

## مطلع النهضة
بحلول نهاية القرن التاسع عشر، انعكست حالة اللغة الأيرلندية من لغة مهيمنة على أيرلندا إلى لغة أقلية، الأمر الذي قلص إنتاج الأدب. سعت النهضة الغيلية إلى عَكس هذا الانحدار. في البداية، فضل النهضويون النمط المستخدم في اللغة الأيرلندية الحديثة المبكرة (الكلاسيكية)، وبصورة ملحوظة ما كتبه جيوفري كيتينغ في فوراس فياسا آر إيرين (تاريخ أيرلندا)، وهو عمل من القرن السابع عشر لاقى إقبالًا واسعًا على قراءته. مع ذلك، سرعان ما نُحيت أيرلندية كيتينغ على حساب اللهجات الشعبية المحكية بالفعل في المناطق الناطقة بالأيرلندية، خصوصًا التي ناصرها ناطق باللغة المحلية من منطقة كوليا موسكيري، الأب بيدار يوا لوغاير، الذي نشر في تسعينيات القرن التاسع عشر، في هيئة سلسلة، رواية فلكلورية متأثرة بشدة بأسلوب السرد القصصي للمناطق الناطقة بالأيرلندية، تدعى سيادنا. تتضمن بقية أعماله السيرة الذاتية قصتي الخاصة وإعادة رواية لقصص أيرلندية كلاسيكية، بالإضافة إلى إعداد أعيد إصداره حديثًا عن دون كيخوتي.
بُعيد ذلك، تبع باتريك بيرس يوا لوغاير، الذي أُعدم لاحقًا لكونه أحد قادة ثورة عيد الفصح. تعلم بيرس الأيرلندية في روسموك وكتب قصصًا على نحو مثالي عن الريف الناطق بالأيرلندية، بالإضافة إلى قصائد ذات طابع وطني بأسلوب أكثر كلاسيكية وأقرب لأسلوب كيتينغ.
كان بادارايك أو كوناير رائدًا في كتابة القصص القصيرة الواقعية بالأيرلندية؛ وكان أيضًا واجهة الصحافة الناطقة بالأيرلندية. أهم كتبه هي روايته الوحيدة، ديورايخت (المنفى)، التي تمزج بين الواقعية والمقومات العبثية. توفي عام 1928، قبل أن يتم عامه الخمسين. أصبح أو كوناير شخصية خرافية نوعًا ما في الأدب الفلكلوري الأيرلندي بسبب موهبته الفردية العالية وشخصيته الجذابة.

## كتابة بداية القرن العشرين في المناطق الناطقة بالأيرلندية
منذ نهاية القرن التاسع عشر، بدأ الباحثون بزيارة المناطق الناطقة بالأيرلندية (الغيلتاخت) لتوثيق حياة الناطقين الأصليين باللهجات الأصيلة. حفز هذا الاهتمام  الخارجي كتابة عدة سير ذاتية، خصوصًا على جزيرة بلاسكيت العظيمة: بيغ التي كتبها بيغ سايرس، و أن تي – أويلياناخ («رجل الجزيرة») التي كتبها توماس أو كرويمثاين، وفيخ بلياين أغ فاس («عشرون عامًا من النمو») التي كتبها مويريس أو سويلياباين.
ألّف ميكي ماك غابان روثا مور أن تساويل («حوت الحياة العظيم»)، كتبها بلغة أولستر الأيرلندية التي يتحدث بها. يشير العنوان إلى حمى ذهب كلوندايك، رواثر أن أوير، في نهاية القرن التاسع عشر، والصعاب التي تحملها صيادو الذهب الأيرلنديون في طريقهم إلى تير أن أوير، بلاد الذهب.
كان كاتب الروايات الريفية غزير الإنتاج، سياموس أو غريانا (اسمه المستعار «مير») من الشخصيات المهمة أيضًا. ولعل أهم إسهامات سياموس أو غريانا في الأدب الحديث في اللغة هو حقيقة أنه أقنع أخوه سيوسام (الذي أطلق على نفسه اسم سيوسام ماك غريانا بالأيرلندية) بالكتابة باللغة الأيرلندية. كان إنتاج سيوسام أقل وكان أقل حظًا من أخيه. أصابه اكتئاب ذهاني حاد عام 1935 وقضى بقية حياته – التي استمرت أكثر من خمسين عامًا – في مستشفى للأمراض النفسية. مع ذلك، كتب قبل إصابته بالذهان رواية رائعة حول الصعوبة في الانتقال إلى الحداثة في منطقته، سماها أن دروما مو («الطبل الكبير» أو «فرقة الخمسة والطبل»)، بالإضافة إلى حكاية رحلاته القوية والاستبطانية التي سماها مو بيالاخ فيين («طريقي الخاص»). ترك روايته الأخيرة، دا مبيود روبال أر أن إيان («لو كان للطائر ذيل»)، وهي دراسة حول غربة رجل أيرلندي في دبلن، دون أن ينهيها، حقيقةٌ يُشير إليها العنوان.
كان كلا الأخوين مترجمان معترف بهما. بالإضافة إلى ترجمة رواية إيفانهو لوولتر سكوت إلى الأيرلندية، اشتمل عمل سيوسام في هذا المجال على النسخ الأيرلندية من حماقة ألماير لجوزيف كونراد، بالأيرلندية ديث سيلي ألماير، وراوية أدريغول لبيدار أودونيل، بالأيرلندية إيداربهايل.

## حداثة اللغة الأيرلندية
طُور الأدب الحداثوي أكثر على يد ميرتين أو كادهاين، وهو مدرس من كونيمارا كان مفكرًا ناطقًا بالأيرلندية بامتياز. كان ناشطًا في الجيش الجمهوري الأيرلندي، وقضى سنوات الطوارئ (سنوات الحرب العالمية الثانية مثلًا) في مخيم اعتقال في كوراخ تشيل دارا (كوراغ، مقاطعة كيلدير) إلى جانب رجال الجيش. بدأ في المخيم تحفته الحداثوية، رواية كري نا سيل («طين فناء الكنيسة»). بصورة تعيد إلى الأذهان بعض الروايات الأميركية اللاتينية (رواية ريدوبل بور رانكاس لمانويل سكورزا، أو رواية بيدرو بارامو لخوان روفلو بشكل ملحوظ)، هذه الرواية هي سلسلة من أصوات موتى يتكلمون من فناء الكنيسة، حيث يمضون الأبد يتشاجرون حول حياتهم الغابرة في قريتهم. الرواية عبارة عن نقض للنظرة الغيلة الرومانسية النموذجية العائدة للسنوات السابقة للنهضة اللغوية.
بالإضافة إلى كري نا سيل، كتب ميرتين أو كادهاين عدة مجموعات من القصص القصيرة (أحد هذه القصص «القصيرة»، «فويول فوين» في مجموعة أن تسرايث دا توغايل، يمكن اعتبارها رواية قصيرة). صحافته ومقالاته وكتيباته هي جزء مهم من كتاباته، وُجدت في مجموعات مثل أو كادهاين أي بفيستا، وكايسكين، وكايثفير إيستيخت.
نثر ميرتين أو كودهاين كثيف وقوي وصعب على المبتدئين (خصوصًا في أوائل أعماله). لكن أسلوبه تغير ليصبح أبسط مع الوقت، ويعكس جزئيًا العالم المدني الذي عاش فيه. كتب أساسيًا بشكل مُغنى من لهجته الأصلية، حتى في السياقات التي تتطلب أسلوبًا أقل لهجوية. أغنى لهجته الأيرلندية الخاصة بالكلمات المستحدثة والدخيلة من لهجات أخرى، من بينها الغيلية الاسكتلندية.
تمثلت الحداثوية والتجديد في كتّاب من خلفية غير غيلية أيضًا، مثل يوان أو توايريسك، وديارمايد أو سويليباين، وبريندان أو دويبلين (تأثر الأخير بالنظرية الأدبية الفرنسية). كتب أو توايريسك، الذي كان مبدعًا إنشائيًا، شعرًا ومسرحياتٍ بالإضافة إلى روايتين ذات مواضيع تاريخية: لاتاك ودي لوين. سعى ديارمايد أو سويليباين إلى أقلمة اللغة الأيرلندية في المجتمع المدني: قدمت أن يواين بيو وكاوين ثو فيين تصويرًا لبيئة الطبقة الوسطى ومشاكلها. رواية نيال مايدين أغوس تين أويتش لأو دويبلين مثال على الحداثة الاستبطانية.

## وصلات خارجية
- Cló Iar-Chonnacht
- Cois Life
- Coiscéim
- An tSnáthaid Mhór
- Litríocht.com: catalogue and book-ordering service